# セラハティン・ウルクメン
セラハティン・ウルクメン（トルコ語: Selahattin Ülkümen、1914年1月14日 - 2003年6月7日）は、トルコの外交官、第二次世界大戦中のロドス島にあったトルコの領事で、多くの地元のユダヤ人をホロコースト逃れるために支援したことで知られる。1989年にイスラエルは「諸国民の中の正義の人」として彼に「ヤド・バシェム賞」を授与した。
トルコ系とギリシャ系ユダヤ人はこの地を占領したドイツ軍によって絶滅収容所に送られていたが、当時ロドス島のトルコ領事だったセラハティン・ウルクメンは、約2,000人のユダヤ人コミュニティの中で50人近くの命を救った。

## 背景
オスマン帝国時代から400年近く、ロドス島ではユダヤ人が栄えており、1940年代までに、トルコ系、ギリシャ系、イタリア系、その他の地中海諸国の人々で構成されたユダヤ人のコミュニティは約2,000人にのぼった。 第二次世界大戦で島はイタリア軍によって占領されていたが、1943年にイタリアが枢軸国から脱落すると、イタリア軍に代わってドイツ軍が進駐した。  

## 概要
1944年7月19日、ゲシュタポはロドス島のユダヤ人全員に本部に集まるよう命令した。表向きは周辺諸島へ一時的に移送するという名目であったが、実際にはアウシュヴィッツ＝ビルケナウ強制収容所への移送のために集められていた。ウルクメンはウルリッヒ・クレーマン将軍のもとに行き、トルコが第二次世界大戦では中立であることを再確認させ、トルコ国籍を持つ者だけでなく、その配偶者や親戚も含めた全てのユダヤ人の釈放を求めた。 後者にはイタリア国籍やギリシャ国籍を持つ市民も多く含まれていた。当初、クレーマンはその要請を拒絶し、ニュルンベルク法の規定によってユダヤ人と認定された者は国籍や宗教を問わず強制収容所に行かなければならないと述べたが、それに対してウルクメンは、トルコの法の下では全ての市民は平等である。あなたがトルコ国民を釈放せずにこのまま移送を強行するなら政府に報告すると述べて譲らなかった。
ナチス当局による執拗な嫌がらせを受けながらも、ウルクメンは何とかトルコ系ユダヤ人の釈放を勝ち取り、その後も彼は解放されたユダヤ人達に支援を続けた。
だが、ウルクメンがトルコ系ユダヤ人を解放した直後、1,673人のユダヤ人がドイツ軍によって絶滅収容所に移送されている。そのうち生き延びたのは151人に過ぎなかった。

## ナチスの報復
ナチスはウルクメンへの報復として、彼を拘留するとギリシャ本土のピレウスに移送し、戦争終結まで彼を閉じ込めた。さらにロドス島のトルコ領事館を爆撃し、領事館にいたウルクメンの妻ミヒリニッサ・ウルクメンと息子のメフメットの二人を死亡させた。
その後、ロドス島に残っていたトルコ系ユダヤ人は、ゲシュタポによるほぼ絶え間ない嫌がらせを受けたが、移送されることはなかった。
1945年1月初旬、クレーマン将軍は、赤十字国際委員会の代表者がロドス島の人口状況を調査するために訪れる情報を聞きつけ、島に残っているユダヤ人達を船でマルマリスへ移送した。

## 戦後
戦後、解放されたウルクメンはトルコに戻り、外交官の仕事を続けた。その後、ベイルートの総領事館、中央条約機構の副事務局長を務めた。 1979年に引退した後、彼はイスタンブールに居住していたが、2003年6月7日に89歳で亡くなった。

## 名誉と遺産
近年、ロドス島に戦後も残った35人のユダヤ人コミュニティの代表であるモーリス・ソリアノは「私と同胞の命を救うために並々ならぬ努力をしてくれたトルコ領事に感謝しています」と答えている。
- Quincentennial財団の副理事長、トルコの歴史家のナイム・A・ギュレリュズは、生き残った人たちから証言を集め、ウルクメンの行動の承認をイスラエルに申請した。
- 1989年 12月13日 イスラエルのヤド・ヴァシェム財団は、ウルクメンを諸国民の中の正義の人の1人と宣言した[5]。これにより、ヤド・バシェム賞を受賞した最初のイスラム教徒となった[6]。彼の名前は記念碑に刻まれ「正義の道」に彼の名誉のために木が植えられた[7]。
- 1990年 トルコ政府はチーフ・ラビ（英語版）で開催された式典で感謝の言葉を述べた[8]。
- 1993年 著書「未知の側面を持つ時代の外交」（原題：Bilinmeyen Yönleriyle Bir Dönemin Dışişleri）を出版。
- 1998年 イスラエルはウルクメンを称えて切手を発行した[9]。
- 2001年 トルコ外務省は「ナチの大量虐殺の際のユダヤ人への支援」という功績を称え、ナムク・ケマル・ヨルガ（英語版）とネジデト・ケント（英語版）とともに、セラハティン・ウルクメンを表彰した。
- 2003年6月7日 呼吸不全によりイスタンブールで亡くなる。享年８９歳没。遺体はジンクリクユ墓地に埋葬された。
- 2004年 ドイツのケルンで設立されたトルコ・ユダヤ友好協会は、ウルクメンと15世紀に生きたユダヤ教の聖職者アイザック・ サーファティに記念して、ウルクメンサーファティと名付けられた[10]。
- 2012年6月5日 トルコのユダヤ人共同体とアメリカ・ユダヤ人共同配給委員会によって建設されたセラハティン・ウルクメン学校がヴァンに開校された[11]。